# What’d I Say
What’d I Say ist ein von Ray Charles 1959 komponierter und gesungener Song, der zu den Standards des Rhythm and Blues und der Popmusik gehört.

## Entstehungsgeschichte
Seit September 1952 war Ray Charles bei Atlantic Records und gehörte bei diesem Blues- und R&B-Plattenlabel – gemessen an der Hitparadenpräsenz – zu den weniger erfolgreichen Künstlern. Von insgesamt 21 Singles erreichten bis 1959 nur drei Platz 1 der Rhythm-&-Blues-Hitparade. Erst die 15. Single von Ray Charles schaffte es als Crossover in die Popcharts.
„Wir spielten im Dezember 1958 in Brownsville bei Pittsburgh, Pennsylvania, und ich hatte noch zwölf Minuten totzuschlagen. Um 1 Uhr nachts hatten wir nach vier Stunden unser gesamtes Repertoire gespielt, es blieb nichts mehr übrig. Ich sagte schließlich zur Band und den Raelettes: ‚Hört mal, ich werde jetzt ein bisschen herumalbern, und ihr folgt mir einfach!‘“. Er experimentierte und improvisierte anfangs mit einem kleinen Riff, das er immer weiter ausbaute. Er bezog seine Band und The Raelettes in die sich entwickelnde Komposition mit ein. Auf diese Weise wurde der Song bei jedem Auftritt verfeinert und vom Publikum mit immer größerer Begeisterung aufgenommen.

## Aufnahme
Aufgenommen in New Yorks Atlantic-Studios und produziert von Labelinhaber Ahmet Ertegün und Chefproduzent Jerry Wexler war am 18. Februar 1959 folgende Besetzung anwesend: Ray Charles (Gesang und elektrisches Piano), Marcus Belgrave und John Hunt (Trompete), David „Fathead“ Newman (Alt- und Tenor-Saxophon), Bennie Crawford (Bariton-Saxophon), Edgar Willis (Bass), Milt Turner (Schlagzeug) mit Hintergrundgesang durch The Raelettes. Mit diesen tauscht Ray Charles im Call-and-Response-Stil – charakteristisch für Blues- und Gospelmusik – Grunz- und Stöhnlaute aus. Die Basstrommel spielt konsistent Viertelnoten mit einem samba-ähnlichen Rhythmus und schnellem Beckenschlag. Bereits das ungewöhnlich lange Intro mit dem charakteristischen, fünf Mal wiederholten Riff (E, A, E, B7, A, E, B7) vom elektrischen Wurlitzer-Piano verfängt. Nach 15 Sekunden setzen das Schlagzeug und schnelle Beckenschläge ein, der Vokalteil beginnt – ungewöhnlich spät – erst nach 1 Minute 36 Sekunden.
Der Song basiert auf dem klassischen 12-Takt-Bluesschema. Nach einem instrumentalen Beginn mit Vorstellung des Riffs bricht in jedem zweiten Takt der Rhythmus ab (Break), und in den ersten vier Takten der nächsten Strophe taucht eine unerwartete Gesangs- oder Instrumentalpassage auf, bevor das Riff wieder einsetzt. Der Song besitzt nicht – wie üblich – einen mittleren Instrumentalteil, sondern endet nach 4:20 Minuten abrupt, bis die Sessionmitglieder nach Zugabe rufen, worauf Ray und die Raelettes im A-cappella-Gesang mit ekstatisch-intensivem Call-and-Response-Stil den Song fortsetzen. Diese Passagen dauern jeweils acht Takte. Die Gesamtaufnahme dauerte 6 Minuten und 28 Sekunden. Der Dialog zwischen Ray Charles und dem Chor enthält erotische Anspielungen, er beginnt in der Kirche und endet im Schlafzimmer. Es handelte sich um eine Kulmination des Blues und Gospel, wie sie in der Popmusik noch nicht vorgekommen war.
Als Besonderheit streut Ray Charles statt des zu erwartenden E-Durakkordes einen gebrochenen E-Moll-Akkord bei den oben genannten Breaks ein.
Die kleinen Atlantic-Tonstudios in der 156 West 57. Straße (Atlantic Studios 2) hatten im Januar 1958 die erste Ampex-8-Spur-Tonbandmaschine weltweit erworben. Toningenieur Tom Dowd war bei der Aufnahme mit dem Gerät noch nicht vollständig vertraut, die neue Aufnahmetechnik ermöglichte klare Stereoaufnahmen. So sind bei den Breaks von What’d I Say heute noch die rhythmischen Fußtritte von Ray Charles zu hören. Die Routine der Band bei What’d I Say ersparte Dowd mögliche Overdubbings.

## Veröffentlichung
Aus der Gesamtaufnahme wurden für die Single zwei Teile ausgewählt, die als Part I (3:05) und Part II (1:59) als A- und B-Seite unter Atlantic #2031 am 27. Juni 1959 veröffentlicht wurden. Der Titel gelangte am 13. Juli 1959 in die Hitparade, in der R&B-Hitparade erreichte er den Spitzenplatz, in der Pop-Hitparade kam er bis Rang sechs. Charles sollte bei Atlantic Records eine Topnotierung in den Popcharts verwehrt bleiben. Dieser Titel war dort seine beste Platzierung, der Song entwickelte sich zum ersten Millionenseller. Im Oktober 1959 wurde die gleichnamige LP veröffentlicht, die bis auf Rang 20 der LP-Charts vorstieß. Sie enthält den Song in voller Länge. Der Titel beeinflusste viele spätere Interpreten und gehört zu den Standards der heutigen Rhythm' & Blues- und Popmusik.
Aufgrund seiner kulturellen und historischen Bedeutung für die Vereinigten Staaten wurde der Song am 27. Januar 2003 in die National Recording Registry der Library of Congress aufgenommen.

## Statistik und Coverversionen
Insgesamt werden 75 Fassungen von dem Titel inventarisiert, der einen BMI-Award erhielt. What’d I Say war die erfolgreichste Single von Ray Charles für Atlantic Records, die danach noch sechs Singles (bis Atlantic #2084 und #5005) herausbrachten, bevor er am 1. November 1959 zu ABC-Paramount wechselte. Erst dort wurde Ray Charles ein erfolgreicher Sänger. Der Song belegt Platz 10 in Rolling Stones' 500 Greatest Songs of All Time (2004).
Bekannte Coverversionen stammen von Jerry Lee Lewis (veröffentlicht am 27. Februar 1961), Bobby Darin (aufgenommen am 7. November 1961, am 18. Januar 1962 editiert), Bill Black’s Combo (LP Movin’; Mai 1962), Elvis Presley (aufgenommen am 30. August 1963), Roy Orbison (LP More of Roy Orbison’s Greatest Hits; veröffentlicht am 1. Juli 1964), John Mayall (LP Blues Breakers with Eric Clapton; Juli 1966) und Johnny Cash & June Carter (LP Carryin’ On with Johnny Cash & June Carter; September 1967). Als Tony Sheridan & The Beat Brothers wurde am 31. Januar 1963 im Hamburger Studio Rahlstedt mit der Besetzung Roy Young (Orgel), Rikki Barnes (Tenorsaxophon), Peter Wharton (Bassgitarre) und Johnny Watson (Schlagzeug) eine weitere Fassung aufgenommen, an der jedoch kein Mitglied der Beatles beteiligt war.